# Анвик (аэропорт)
Аэропорт Анвик (англ. Anvik Airport), (ИАТА: ANV, ИКАО: PANV, FAA LID: ANV) — гражданский аэропорт, расположенный в двух километрах к юго-востоку от центрального делового района города Анвик (Аляска), США.

## Операционная деятельность
Аэропорт Анвик расположен на высоте 94 метра над уровнем моря и эксплуатирует одну взлётно-посадочную полосу:
- 17/35 размерами 902 х 23 метров с гравийным покрытием.[1]